# Jacob Hiegentlich
Jacob Hiegentlich (Roermond, 30 april 1907 - Amsterdam, 18 mei 1940) was een Nederlandse homoseksuele schrijver van Joodse komaf.

## Biografie
Hiegentlichs ouders waren Sallie Hiegentlich, grossier in confectiegoederen, en Rosalie Egger. Zij hadden vijf kinderen. Sallie en vier van de kinderen overleefden de Tweede Wereldoorlog niet. Jacob bezocht het Internaat Bisschoppelijk College Roermond, maar haalde geen diploma.
Jacob Hiegentlich schreef en publiceerde op 17-jarige leeftijd zijn eerste roman, Het zotte vleesch. Roman van 't Limburgse volk, onder het pseudoniem David Jozua de Castro. Op aandringen van zijn vader ging Jacob in Amsterdam Nederlands studeren en haalde zijn MO-akte A. In zijn studententijd was hij actief in de Nederlandse Zionistische Studenten-Organisatie (NZSO) en maakte hij deel uit van de Reynderskring, een groep van kunstenaars en bohémiens die samenkwam in het gelijknamige café aan het Leidseplein.
In 1932 werd Hiegentlich leraar aan het Theosofisch Lyceum in Naarden. Vanaf 1935 wijdde hij zich volledig aan het schrijven. Hij schreef in de jaren '30 voor Joodse en zionistische tijdschriften als Baderech, Hatikwah (het officiële orgaan van de NZSO) en Ha'Ischa. Voor de Joodsche Wachter, het periodiek van de Nederlandse Zionistenbond (NZB), schreef hij politieke bijdragen waarin hij waarschuwde voor de gevaren van het opkomende nazisme. Hiegentlich was een aanhanger van de militante tak van de zionistische beweging, geleid door Ze'ev Jabotinski.
In de jaren '30 schreef Hiegentlich boekbesprekingen, waarin hij blijk gaf van zijn waardering voor Jacob Isräel de Haan en Carry van Bruggen; romans, novelles, essays en gedichten.
Enkele dagen na de Duitse inval in Nederland pleegde Hiegentlich zelfmoord door vergif in te nemen. Aan de gevel van zijn ouderlijk huis in Roermond, Markt 27, is een plaquette aangebracht die hem herdenkt. Kort na de oorlog, in 1949, verscheen er een anthologie van zijn werk met een uitgebreide biografie. Jeroen Brouwers schreef over hem in zijn roman Bezonken rood en in De laatste deur, een studie naar Nederlandse schrijvers die zelfmoord pleegden. 
Siegfried E. van Praag schrijft in zijn herinnering aan zijn vriend Jacob Hiegentlich: ’Als ik in Amsterdam ben, mis ik hem. Hij is niet meer in Reijnder‘s artisten-cafétje van het Leidsche Plein te vinden en niet meer op zijn kamer van een oud grachtenhuis. Hij schenkt niet meer de Bols in het glaasje van zijn toevallige hospita, terwijl hij op zijn gramophoon een typische, weinig bekende plaat laat draaien. En hij rondt de lippen van zijn eeuwig jongensgezicht niet meer om zware sigaren. (...) 
Ja, Hiegentlich ging niet onopvallend gekleed, want hij had de neiging tot dandyisme, de behoefte aan de chiek van den boulevardier van eens. Ondanks de vrouwelijke inslag van zijn zieleleven en waarschijnlijk ter compensatie hiervan, hield hij van bravour. De zin voor bravour en zijn bewust Zionisme verboden hem iedere camouflage van zijn persoonlijkheid en zijn Jood-zijn.'